# Marie Auguste Roland Le Vassor de Sorval
Marie Auguste Roland Le Vassor de Sorval (Le Moule, 23 marzo 1808 – Parigi, 24 novembre 1885) è stato un generale francese.

## Biografia
Nato il 23 marzo 1808 a Le Moule, sulla colonia francese dell'isola di Guadalupa, Marie Auguste Roland Le Vassor de Sorval frequentò la scuola di Saint Cyr, dalla quale uscì col grado di sottotenente il 1 ottobre 1828, assegnato al 47º reggimento di fanteria. Il 20 giugno 1832 venne promosso tenente del 26º reggimento di fanteria per poi passare al 47º reggimento col quale fu in Algeria dal 1836 al 1839.
Promosso capitano, entrò nel 4º battaglione cacciatori nel 1840, per poi entrare nel 10º battaglione cacciatori. Tornato in Algeria tra il 1841 ed il 1846, si distinse a più riprese, in particolare nella battaglia di Isly (14 agosto 1844), dopo la quale gli venne concessa la Legion d'onore. Nell'ottobre del 1845 combatté nuovamente ad Aïn El Kebira.
Il 22 aprile 1847, venne nominato chef de bataillon nel 64º reggimento di fanteria e fece nuovamente ritorno in Algeria, questa volta alla testa del 5º battaglione cacciatori. Nel gennaio del 1850 prese parte alla presa di Karaf, fatto dopo il quale venne promosso al grado di ufficiale della Legion d'onore. In Francia venne impiegato nella repressione dei movimenti contrari al colpo di stato del 1851 e venne ferito da un colpo di arma da fuoco alla gamba durante gli scontri di Parigi il 5 dicembre 1851, durante la presa della barricata della porta Saint Martin, azione dopo la quale il 24 dicembre di quello stesso anno venne promosso tenente colonnello e gli venne assegnato il comando del 15º reggimento. Il 1 maggio 1854 venne promosso colonnello e gli venne affidato il 3º reggimento di fanteria leggera, divenuto in seguito il 78º reggimento fanteria. Nell'agosto del 1858 venne promosso commendatore della Legion d'onore.
Nominato generale di brigata il 26 maggio 1859, prese parte subito alla seconda guerra d'indipendenza italiana al comando della suddivisione di Montpellier, con la quale combatté nella battaglia di Magenta ed in quella di Solferino. Nel febbraio del 1869 venne nominato generale di divisione.
Con lo scoppio della guerra franco-prussiana del 1870, ottenne il comando della 4ª divisione del corpo del maresciallo Canrobert. Prigioniero dopo la capitolazione dei francesi, riprese il suo servizio attivo nel 1871 per combattere contro la Comune di Parigi e nel giugno del 1871 venne nominato grand'ufficiale della Legion d'onore. Ispettore di fanteria nel 1872, venne posto in riserva nel 1873. Morì a Parigi il 24 novembre 1885.